# Stanislav Petuchov
Stanislav Afanasevitj Petuchov (ryska: Станислав Афанасьевич Петухов), född 19 augusti 1937 i Moskva, är en före detta sovjetisk ishockeyspelare.
Han blev olympisk guldmedaljör i ishockey vid vinterspelen 1964 i Innsbruck.